# Neaetha catulina
Neaetha catulina là một loài nhện trong họ Salticidae.
Loài này thuộc chi Neaetha. Neaetha catulina được Lucien Berland & Millot miêu tả năm 1941.